# Puruchuco
Puruchuco es una zona arqueológica del Perú, que fue un centro administrativo-religioso del período Ychma-Inca (siglo XII-XVI), ubicada en el distrito de Ate, en la ciudad de Lima, capital del Perú.

## Toponimia
Posiblemente, proviene de la combinación de las palabras en quechua central:
- puru, planta que da mate y porongo (recipiente)[1]
- chuku, tierra o país;[2]

de modo que 'Puruchuco' significaría la 'tierra del porongo'.

## Historia
La construcción de este complejo arquitectónico proviene de la influencia de dos culturas: la cultura Ychma y la cultura Inca. 
En el complejo arqueológico Puruchuco-Huaquerones se puede encontrar diferentes expresiones arquitectónicas que datan de diferentes periodos culturales, como por ejemplo, las pirámides con rampa ubicadas en el sector de Huaquerones, donde también se ha encontrado uno los cementerios inca más grandes de la costa central. 
Además, en Puruchuco se encuentra ubicado el "Palacio" (único recinto que se puede visitar) que habría pertenecido a un curaca de la élite inca, que gobernaba y administraba el territorio y la producción de la zona. También se encuentran otros sitios arqueológicos cercanos como La Puruchuca, Cajamarquilla, Huaycán de Pariachi, San Juan de Pariachi, entre otros. 
Alrededor de 1450, Pachacutec vence en la guerra a los Chancas, sus principales rivales, y se erige como el noveno gobernante del Cusco. Este triunfo fortalece a los Incas y posibilita a Pachacutec organizar un estado imperial. Pocos años después, llegan a la costa central del Perú (formada por los valles de Lurín, Rímac y Chillón), anexándola al Tawantinsuyu (Imperio Incaico). En esta región organizan el wamani (provincia) de Pachacamac dividido en 4 hunos (distritos): Pachacamac, Surco, Maranga y Carabayllo.
Tomando en cuenta el tamaño y monumentalidad de sus edificios, los principales sitios del valle del Rímac en tiempos de los Incas fueron los de Armatambo, Maranga, Limatambo, Mateo Salado y Huaquerones. 
La restauración del Palacio y la protección de la zona arqueológica la inició el Dr. Francisco Iriarte Brenner, y continuada por el Dr. Arturo Jiménez Borja entre los años 1953 y 1960.

## Cronología
La construcción del palacio de Puruchuco muestra características sincréticas en su fábrica, cuya construcción es resultado evidente de la confluencia de dos tradiciones distintas: aquella propia de los grupos locales desarrollada durante el Intermedio Tardío, y otra de influencia Inca. Durante el Intermedio Tardío (1000 - 1476), la Cultura Ychsma inicia la construcción del palacio de Puruchuco. En el Horizonte Tardío (1476-1532), el Imperio Incaico amplían el conjunto monumental y conserva su vigencia como residencia de curacas locales. Tras la caída del Imperio Incaico, el palacio de Puruchuco es abandonado. El Ministerio de Cultura del Perú se encarga de su restauración a partir de 1953.

## Restauración
La restauración del sitio arqueológico de Puruchuco estuvo a cargo de Arturo Jiménez Borja. El santuario arqueológico de Puruchuco y Huaquerones es un ícono para la historia de Perú, debido a que en este lugar se fundó el primer Museo de Sitio existente en Latinoamérica, el cual fue creado en 1960. En 2004, fue declarado como Patrimonio de la Nación a la zona arqueológica Cerro Mayorazgo, el cual también incluye al palacio de Puruchuco.

## Museo de sitio
A finales de 1960, el Dr. Arturo Jiménez Borja inaugura el Museo de Sitio de  Puruchuco, siendo el segundo en su estilo en todo Sudamérica (el primer Museo de Sitio, es el construido por el Dr. Jiménez Borja, Museo de Sitio Huaca Huallamarca, el 11 de agosto de 1960). En el Museo de Sitio Puruchuco, se albergan, hasta la actualidad, piezas encontradas en el área como también otras de distintas zonas arqueológicas aledañas a Puruchuco.
Cuenta con 4 salas: La sala general que es donde se expone los quipus, una gran maqueta del palacio, un fardo funerario de un neonato, productos agrícolas y el gran sombrero de plumas del Curaca "Puruchuco"; La sala de textiles que exhibe mantos, vestimentas y herramientas de tejedores prehispánicos; La sala de Metales que exhibe las piezas más representativas de la élite, así como también herramientas que sirvieron para la producción de dichas piezas; y la Sala Temporal que en este momento se la han dedicado a la Embajada de los EE. UU, ya que a través de ellos se obtuvo el financiamiento para la restauración, curación y conservación de las piezas de las otras colecciones que tiene el Museo, y que se han puesto en exhibición para el deleite de todo el público visitante.
En el año 2000, AJB muere y es enterrado al costado del Museo, y éste cambia de nombre rindiéndole homenaje por su gran labor en protección al Patrimonio Nacional llamándose así: Museo de Sitio Arturo Jiménez Borja - Puruchuco.
El Museo pertenece al Estado y se encuentra muy cerca al Palacio de Puruchuco (Av. Prolongación Javier Prado Este. Cdra. 85. Ate).

## Orografía
- Cuenca-Rímac
- Valle-Rímac

## Geografía
- Latitud: 12º 02' 57" Sur
- Longitud: 76° 56' 8" Oeste
- Altitud: 319 m s. n. m.
- Superficie

## Ecología
- Región Natural-Chala

## Galería

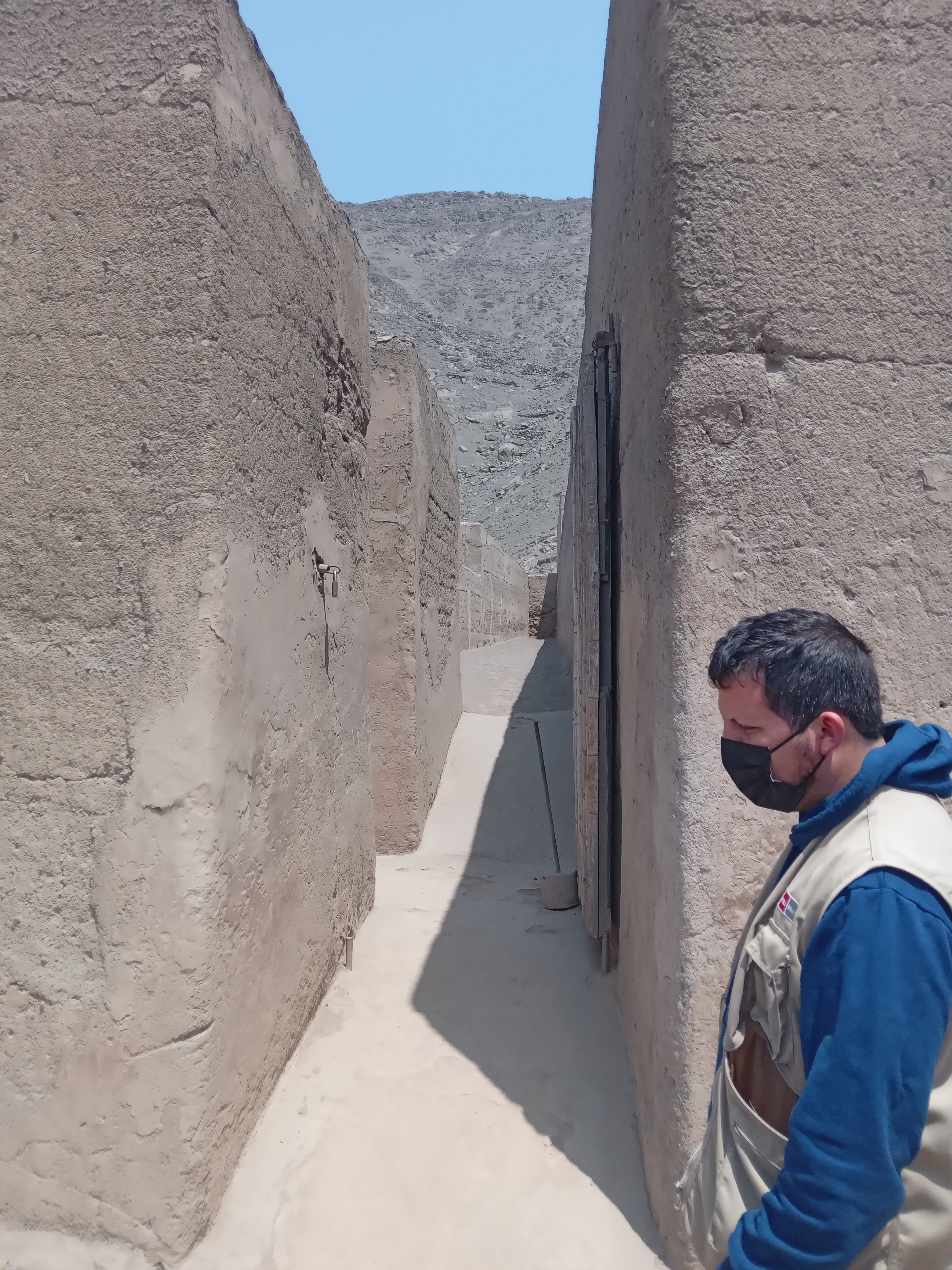
Entrada del Palacio de Puruchuco
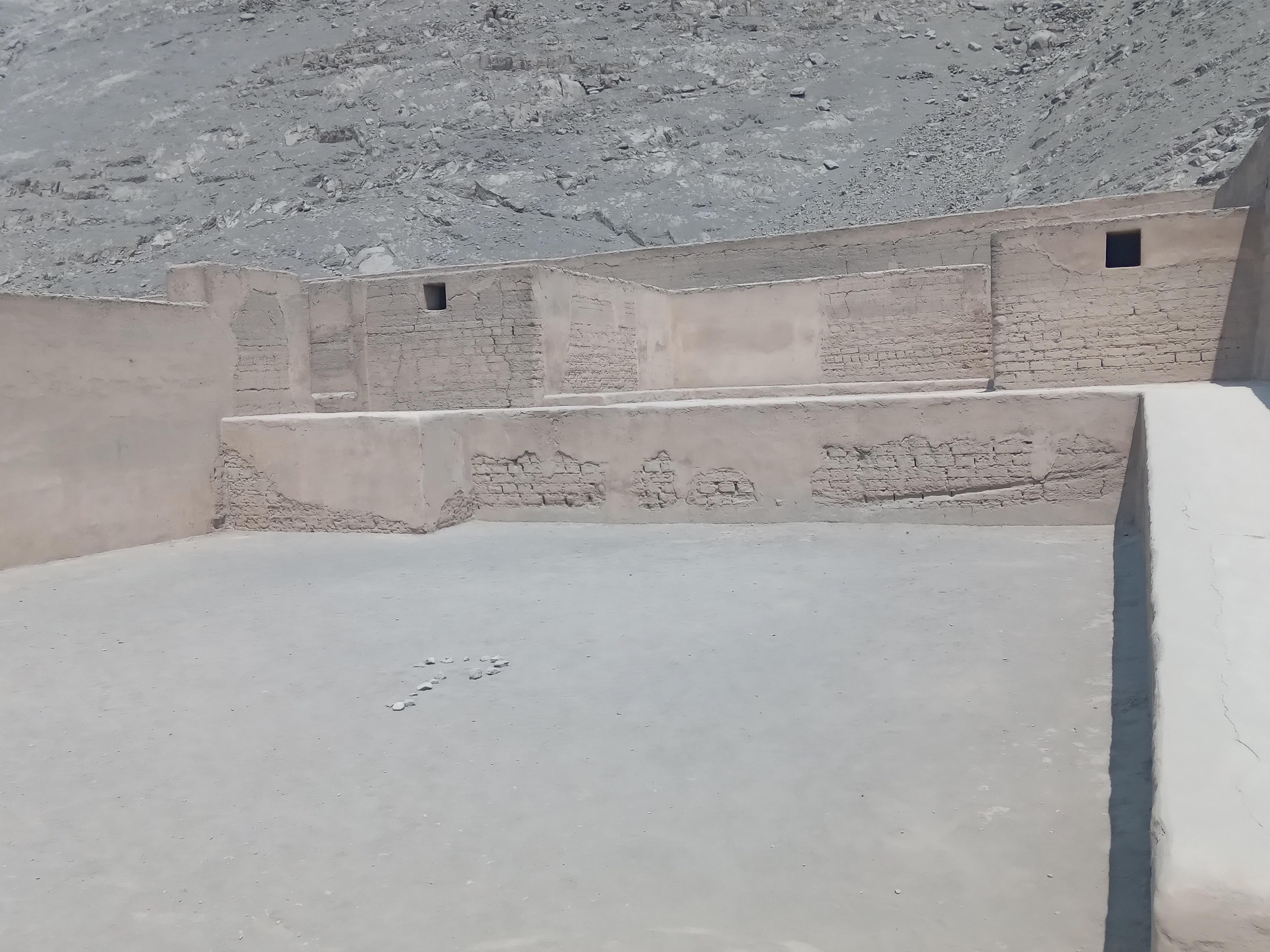
Área pública-Palacio de Puruchuco
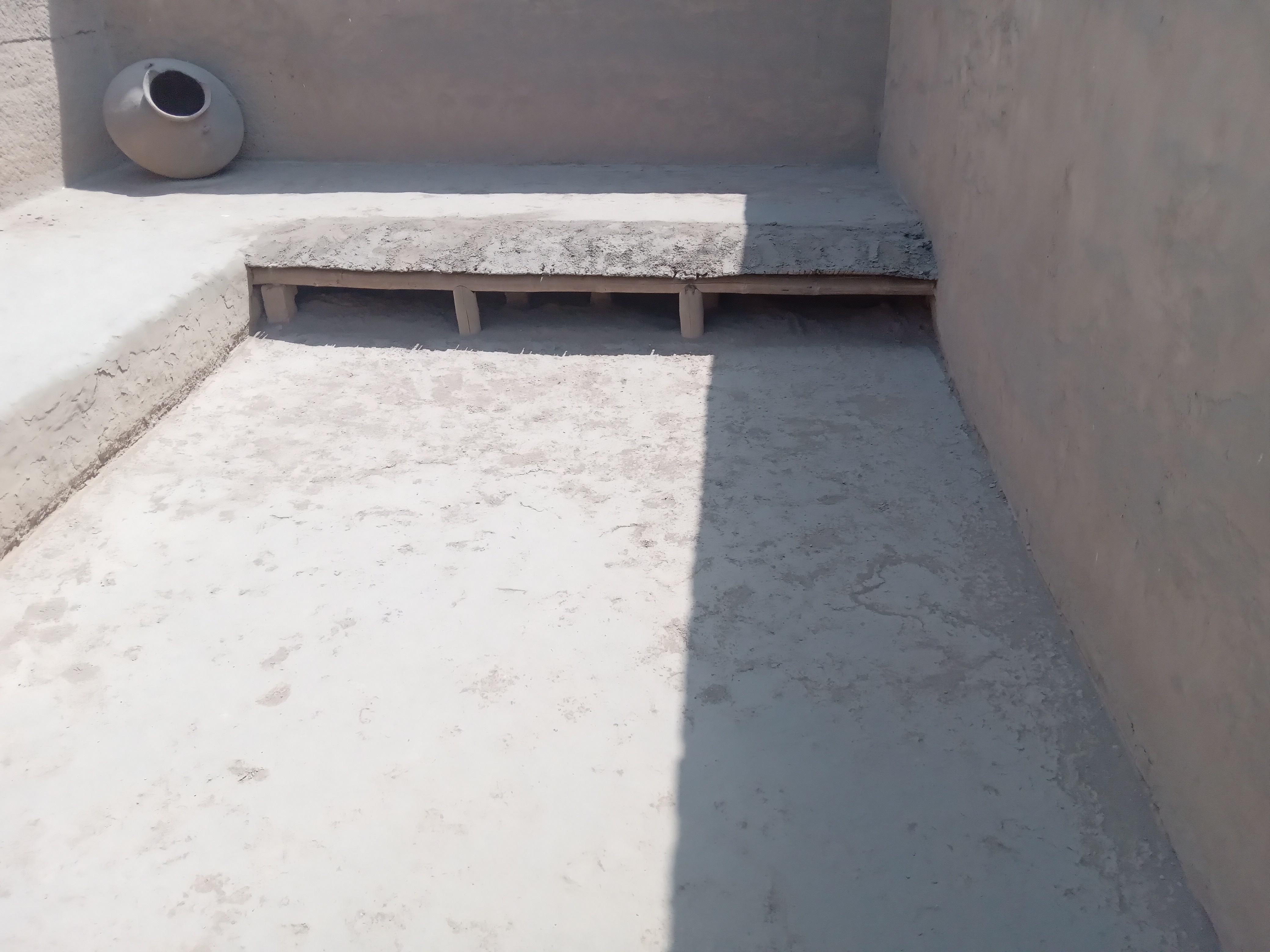
Área de actividades económicas-Palacio de Puruchuco
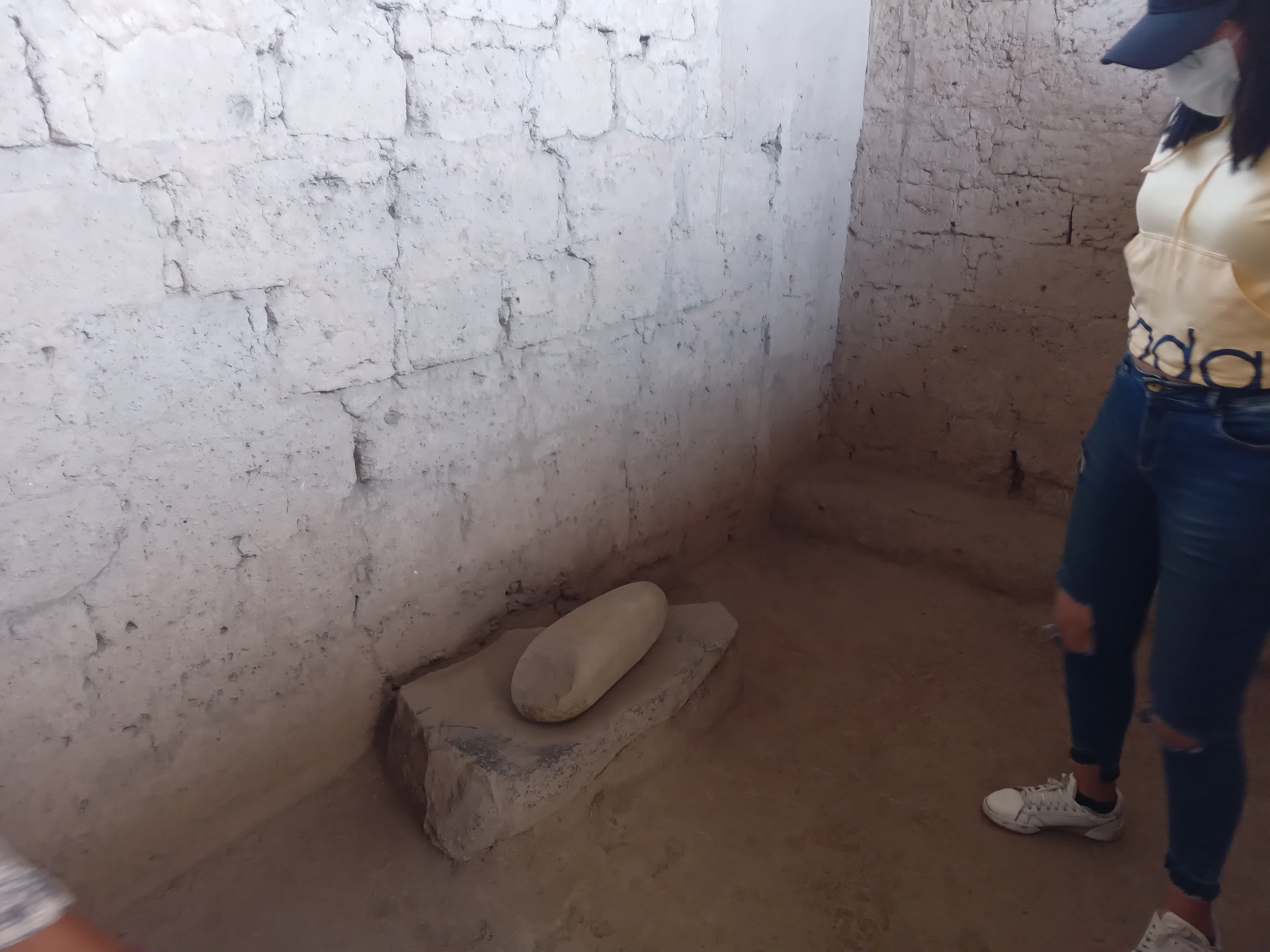
Área de actividades económicas-Palacio de Puruchuco
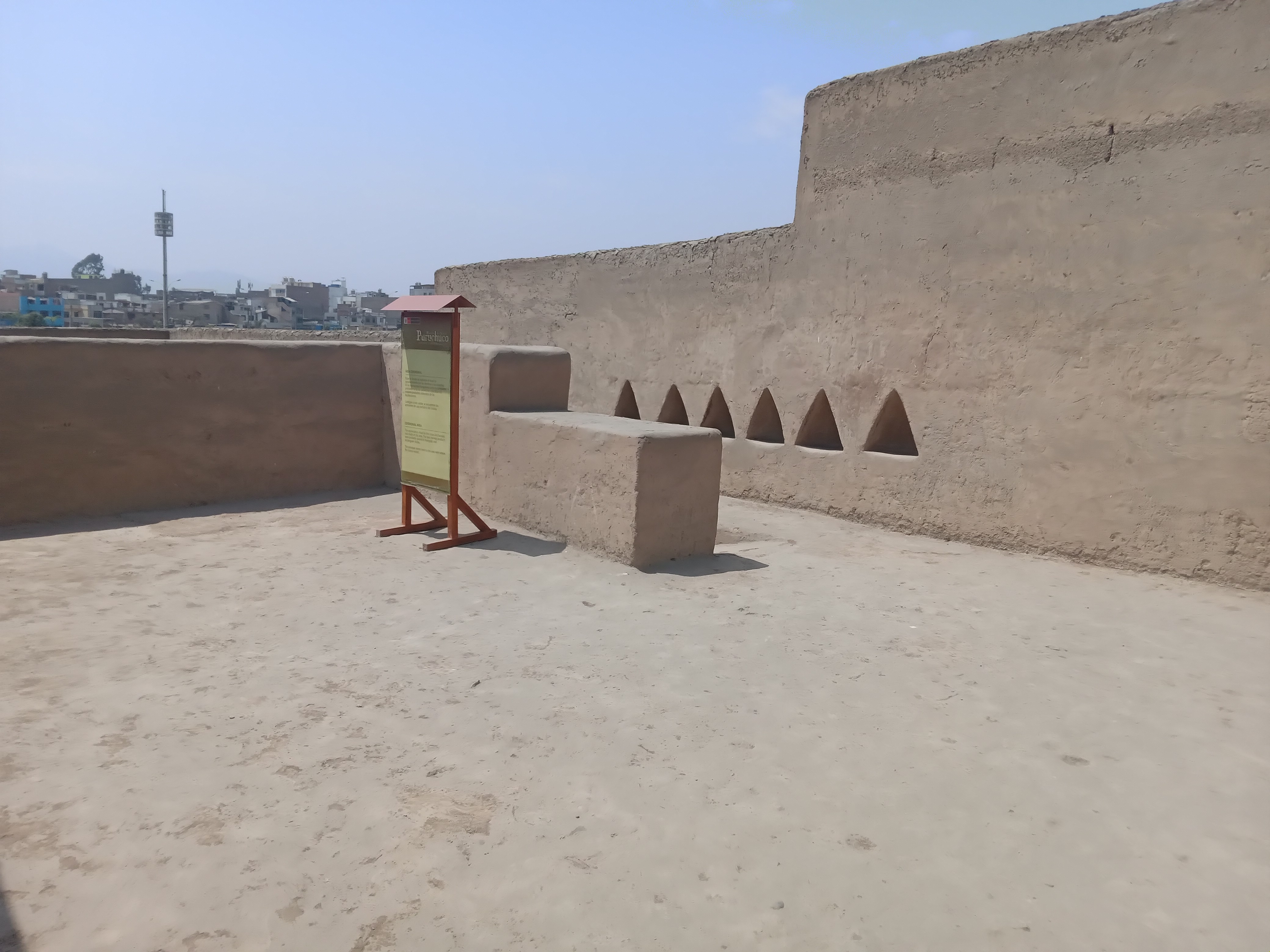
Área ceremonial-Palacio de Puruchuco
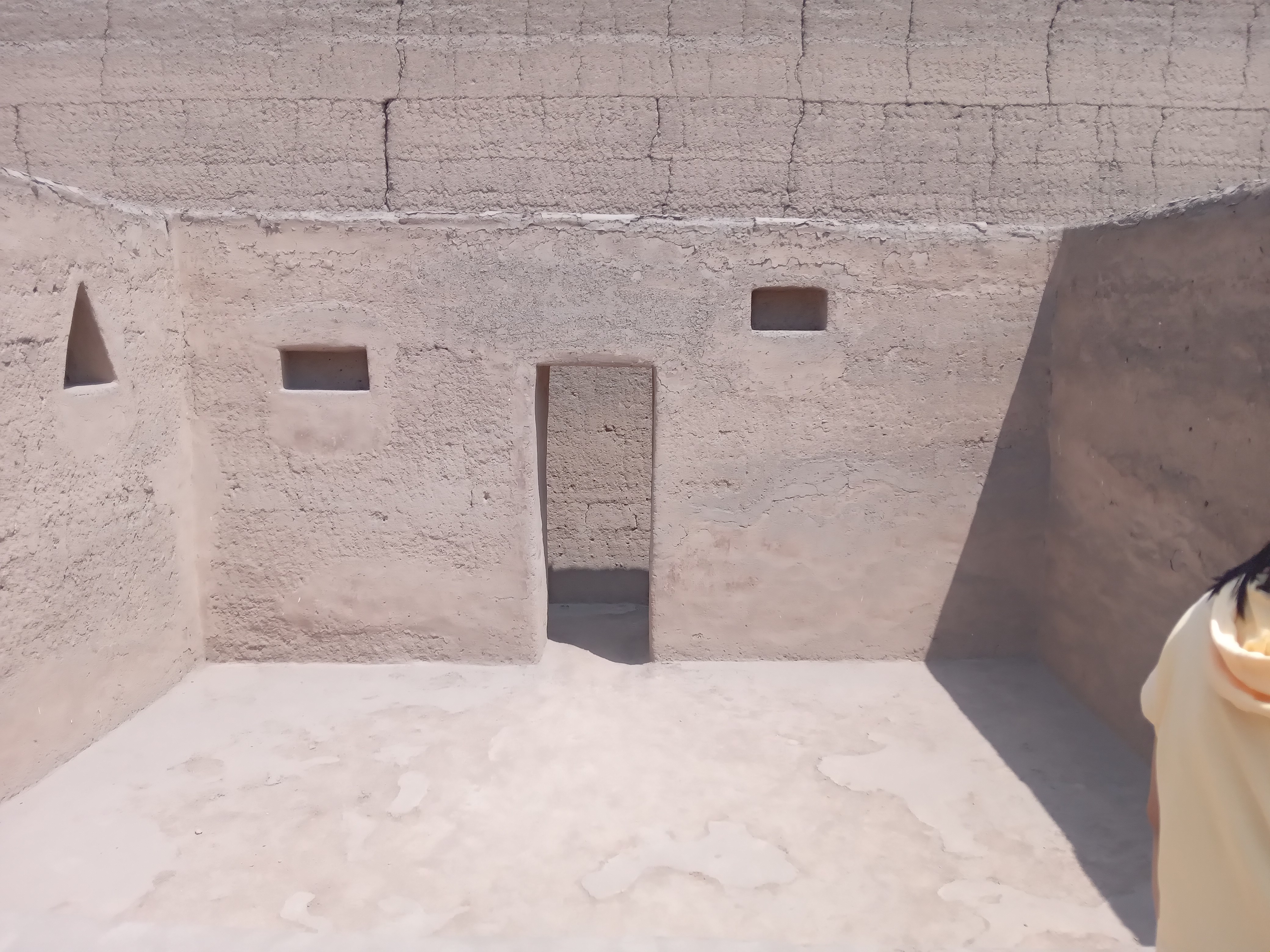
Área ceremonial de Puruchuco
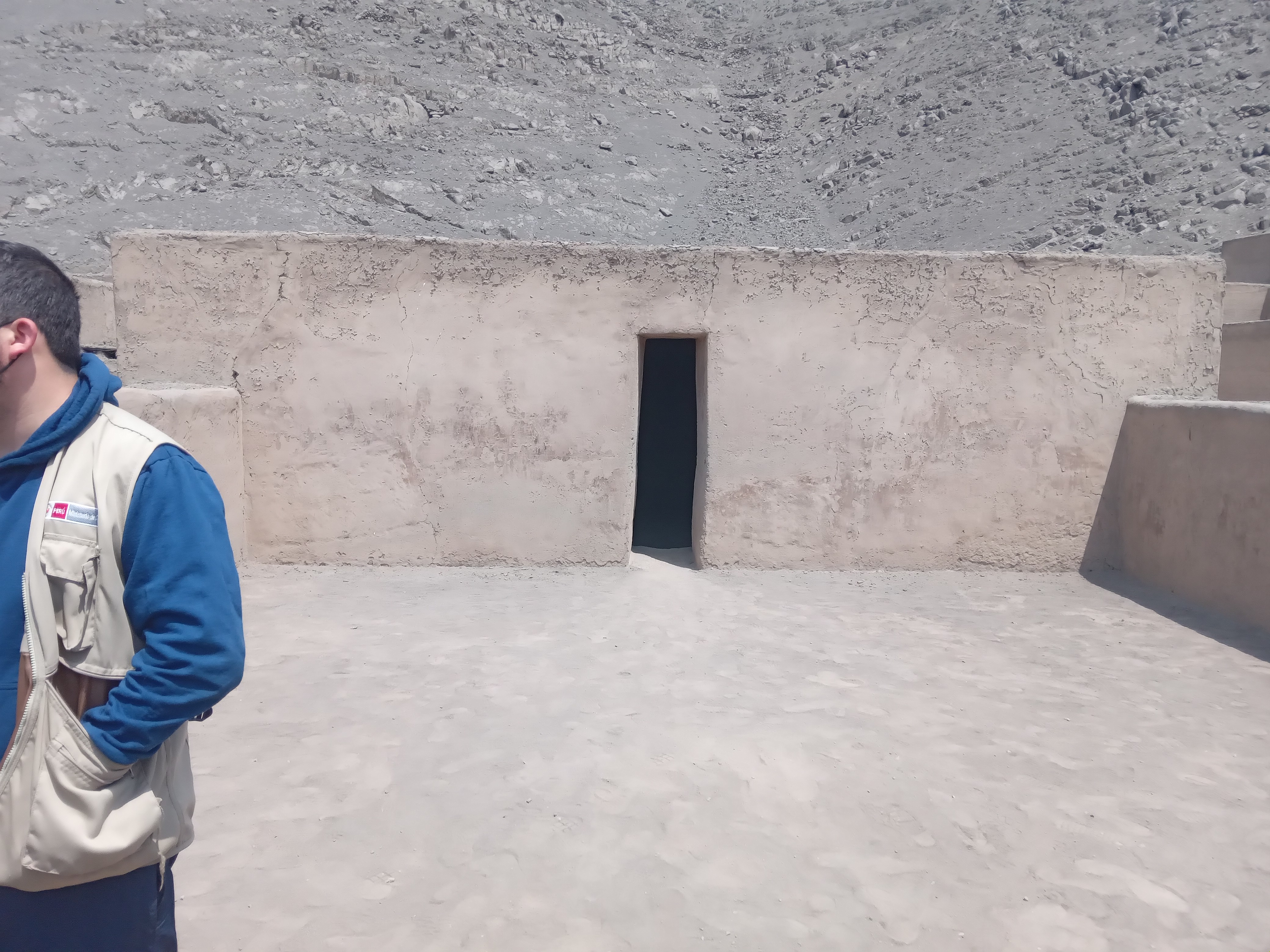
Terraza-Palacio de Puruchuco
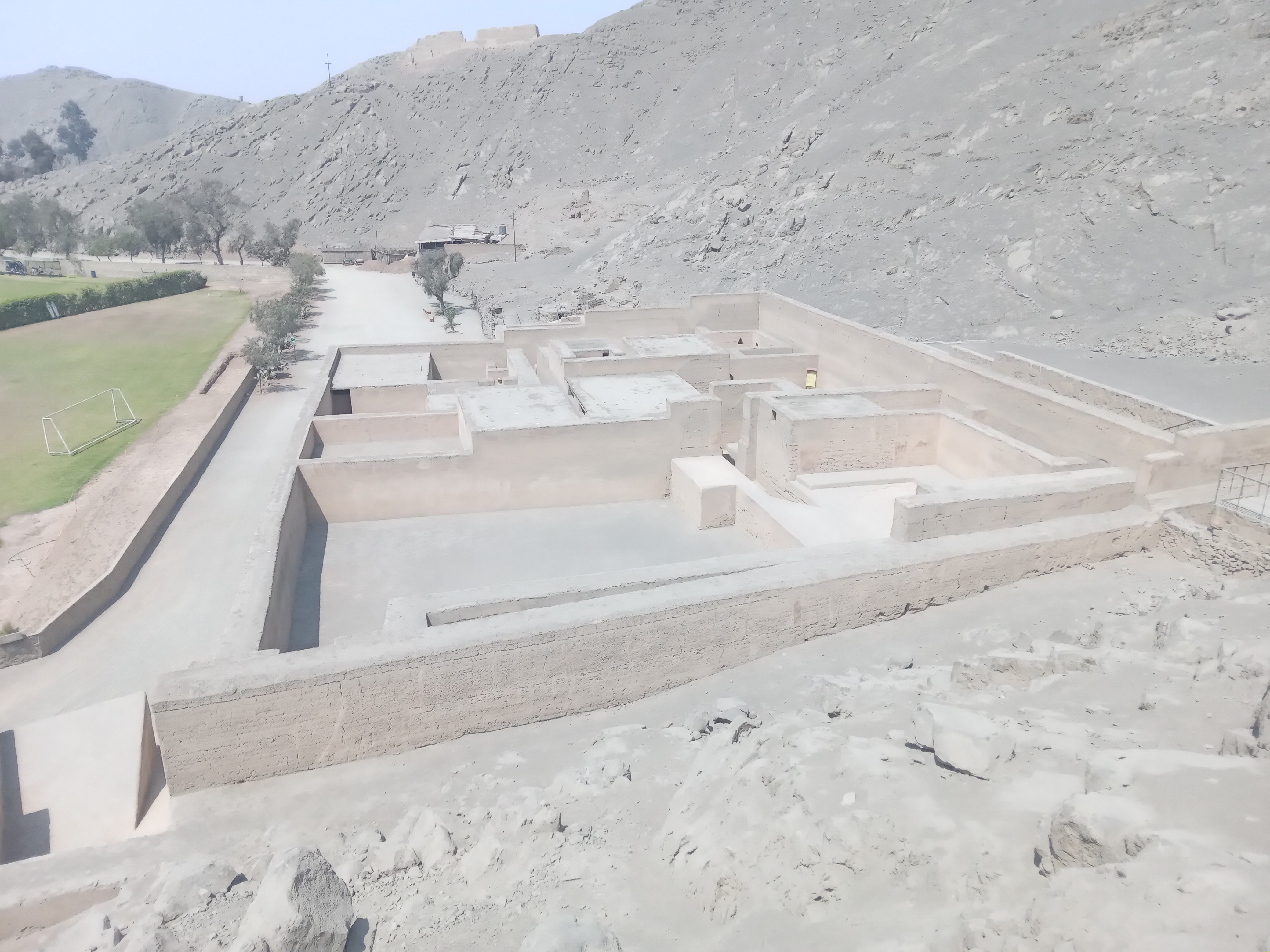
Vista Panorámica-Palacio Puruchuco